# Cratichneumon rubricops
Cratichneumon rubricops är en stekelart som beskrevs av Heinrich 1961. Cratichneumon rubricops ingår i släktet Cratichneumon och familjen brokparasitsteklar. Inga underarter finns listade i Catalogue of Life.